# 自由運動
自由運動是立陶宛的一个中間偏右保守自由主義政黨。
該黨目前在立陶宛國會擁有12席，與祖國聯盟—立陶宛基督教民主黨、自由與中間聯盟組成執政聯盟。該黨在歐洲議會擁有一席，為歐洲自由民主聯盟成員。該黨也是歐洲自由民主改革黨成員。

## 歷史
自由運動由脫離自由與中間聯盟的黨員於2006年成立。
2008年立陶宛議會選舉，首度參選的自由運動獲得11席，得票率5.72%。該黨與祖國聯盟、自由與中間聯盟、國家復興黨（National Resurrection Party）組成執政聯盟。

## 外部連結
- （立陶宛文） 自由運動官方網站 （页面存档备份，存于）